# Shina

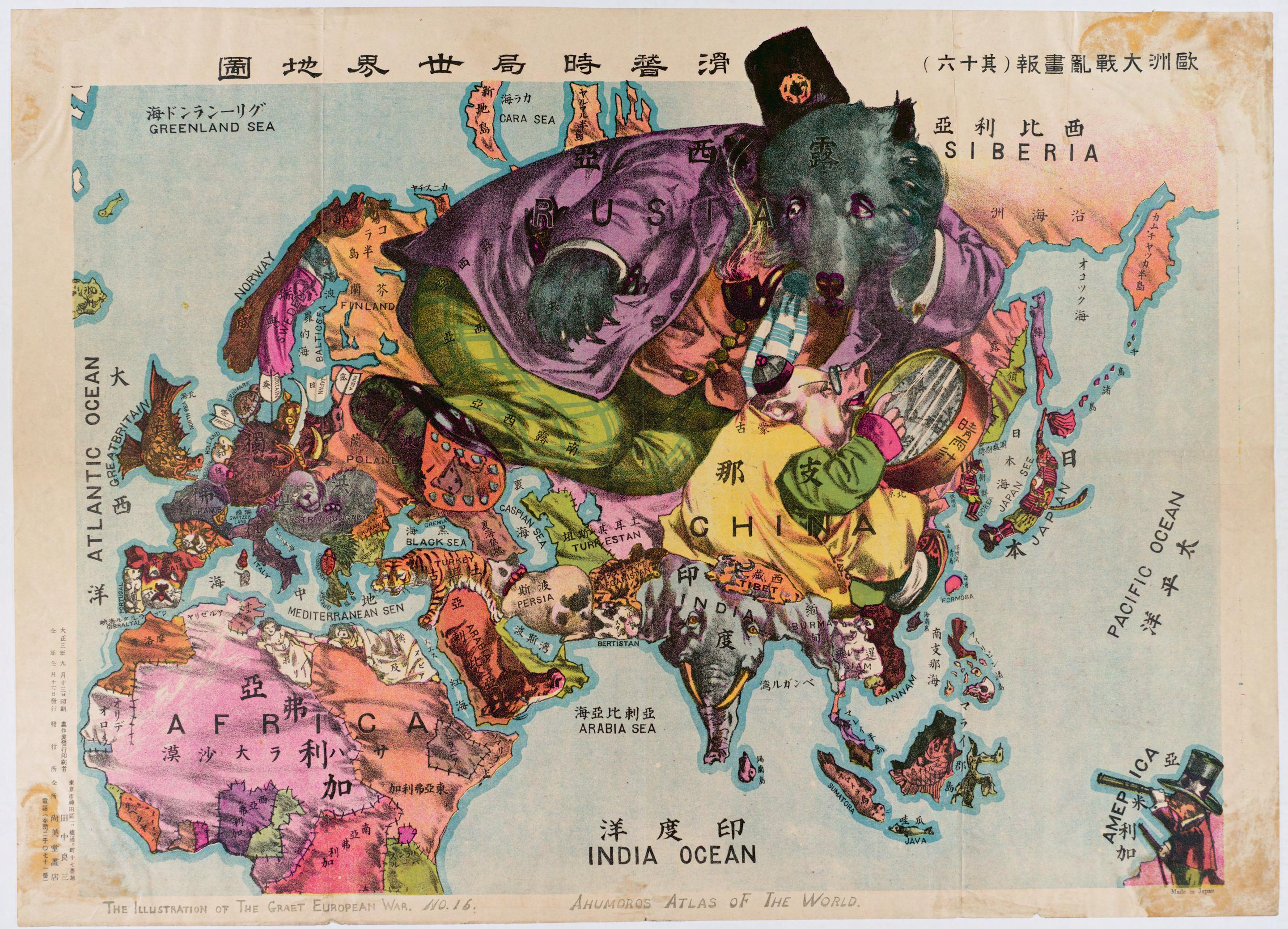
En japansk illustration från 1914 som avbildar olika nationer som djur: Ryssland framställs som en björn rökande pipa, "支那 Shina" som en gris som avläser en barometer, Indien som en elefant och så vidare.

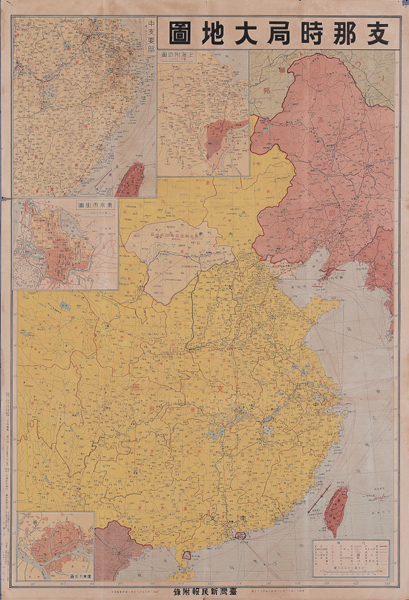
Japanese Map concerning Shina in 1937

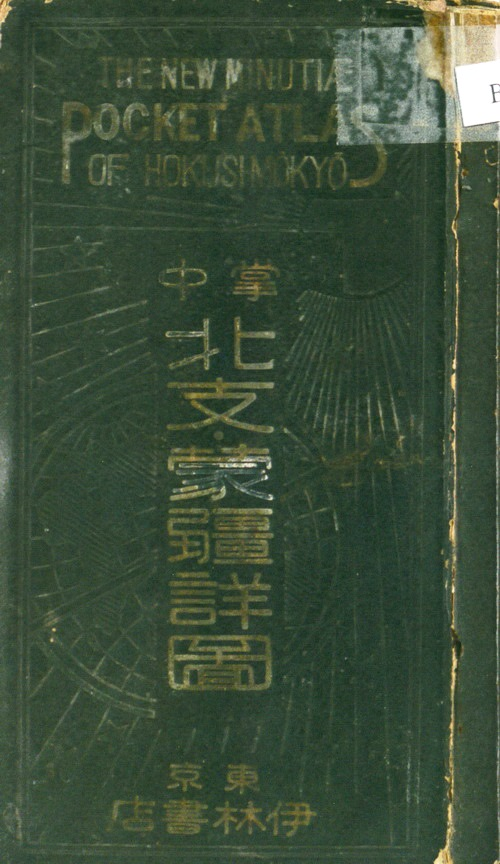
1939 The New Minutiae Pocket Atlas of Nothern Shina, Mongoliet, Östturkestan

Shina (支那), arkaisk japansk term för Kina, som av kineser sedan 1940-talet uppfattas som kraftigt stötande och rasistisk. Denna uppfattning ligger i ordets användande under det andra kinesisk-japanska kriget. Termen har fallit ur modernt språkbruk till förmån för Chūgoku (中国).

## Ursprung
Ordet för Kina i sanskrit anlände först till Kina och senare Japan genom buddhistisk litteratur. Det transkriberades i olika varianter inklusive 支那 (med standardkinesiskt uttal: Zhīnà), 脂那 (Zhīnà) och 至那 (Zhìnà). När den japanske statsmannen Arai Hakuseki förhörde en italiensk missionär 1708, upptäckte han att Cina, den italienska tolkningen av ordet, var identiskt med Shina. Han började använda detta ord för att beskriva Kina oavsett dynasti.
Från Meiji-restaurationen användes Shina som den allmänna översättningen av det västerländska "Kina". Som exempel översattes "sinologi" med shinagaku (支那学), "Kinalära".
Till en början hade termen inga politiska övertoner, och var en bland många kandidater för namn på den nya kinesiska republiken. Revolutionärer som Sun Yat-sen och Sung Chiao-jen använde benämningen flitigt, och termen var väl använd i såväl litterära sammanhang som bland vanliga kineser. Det första sino-japanska kriget bidrog till att ordet började få en negativ klang, men förblev ett neutralt uttryck. En skola med namnet Zhina Neixueyuan (支那内学院) etablerades så sent som 1922 i Nanjing. Samtidigt användes ordet i Japan synonymt med det västerländska "Kina", och ibland med tillskott av nedvärderande adjektiv som 暴虐なる支那兵 ("brutala kinesiska soldater") eller genom skällsord som "chankoro" (ちゃんころ).
Trots det gemensamma användandet av kinesiska tecken, användes Shina Kyowakoku (支那共和国) från 1913 till 1930 som benämning på Kina i officiella japanska dokument, medan kineserna använde Zhonghua Minguo (中华民国, "Republiken Kina"). Kina försökte genom inofficiella påtryckningar få Japan att ändra terminologi, men detta ignorerades. Detta var en del av en japansk strategi att framstå som likvärdiga de västliga kolonialmakterna, som inte benämnde Kina som "Mittens rike". Kina pressade mongoler och tibetaner inom landet att använda direktöversättningar av det kinesiska namnet, men krävde inte detsamma av västmakterna. Det japanska namnet ändrades till slut 1930 till den japanska transkriberingen "Chūka minkoku", men Shina var vanligt förekommande under 1930- och 1940-talet.

## Modern användning
Det andra sino-japanska kriget cementerade uppfattningen hos kineserna om "Shina" som ett skällsord och 1946 krävde Republiken Kina att Japan officiellt skulle sluta använda ordet. Övergrepp under andra världskriget som Nanjingmassakern och enhet 731 var grunden för djupt rotade antijapanska känslor som lever kvar än idag. "Shina" blev direkt förknippat med den japanska invasionen, bland annat för att tecknet 支 (shi/zhi) betyder "gren" och skulle antyda en underordnad ställning för Kina och kineser. Vissa extremister bland förespråkare för taiwanesisk självständighet har använt uttrycket "Zhina zhu" (支那猪, "Kina-svin") för att beskriva fastlandskineser. 
I dagens Japan refererar 中華民国 till Republiken Kina, 中華人民共和国 till Folkrepubliken Kina och 中国 (Chūgoku; ちゅうごく) till Kina, med i stort sett de betydelser svensktalande tillskriver de svenska orden. Termen "Shina" fortlever bland nationalistiska grupper som medvetet önskar att ignorera officiella krav från Kina som provokation, och uttrycket anses mycket nedsättande även i Japan.
Ordet har överlevt i vissa geografiska benämningar. Östkinesiska havet kallas på japanska Higashi shina kai (東シナ海) och det äldre ordet på kinesiska för Indokina, Yindu Zhina (印度支那), kan fortfarande höras ibland även om det vanliga ordet sedan länge är Zhongnan bandao (中南半岛), "Halvön söder om Kina".
Se även Benämningar på Kina